# مرگو

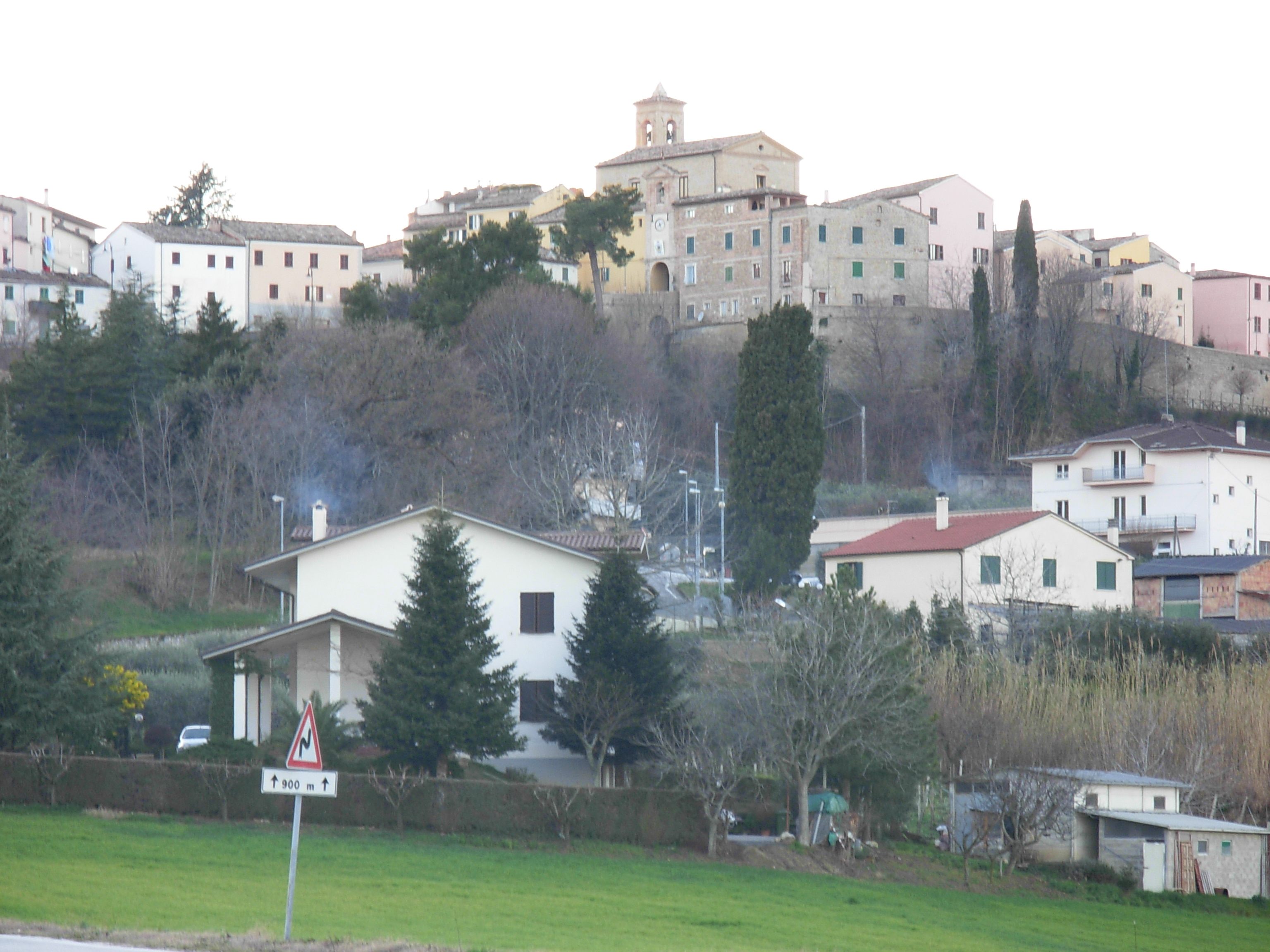
شهر مرگو

مرگو (به ایتالیایی: Mergo) یک کومونه در ایتالیا است که در استان آنکونا واقع شده‌است.

## خصوصیات
مرگو ۷٫۳ کیلومترمربع مساحت و ۱٬۰۶۳ نفر جمعیت دارد.